# Blasted Mechanism
Blasted Mechanism es una banda portuguesa de rock alternativo, compuesta por los miembros Karkov (voz), Valdjiu (bambuleco, guitarra), Ary (bajo), Syncron (batería), Winga (percusión) y Zymon (guitarra, cítara, teclado). Aunque su discografía está centrada en el rock, su música también recurre a varios elementos electrónicos. La banda fue formada en 1996 siendo conocida por los disfraces de extraterrestres que usan en los conciertos.

## Discografía

### Álbumes de estudio
- 1999 - Plasma'
- 2000 - Mix 00
- 2003 - Namaste
- 2005 - Avatara
- 2007 - Sound in Light
- 2009 - Mind At Large
- 2012 - Blasted Generation
- 2015 - Egotronic
- 2018 - New Militia (Live at NOS Alive'18)

### Sencillos
- 2000 - SinglMix 00
- 2001 - SingleMix 01
- 2003 - Sencillo Promocional Namaste
- 2005 - Sencillo Promocional Blasted Empire
- 2007 - Sencillo Promocional Tribos Unidas
- 2008 - Presentación única del nuevo vocalista de Ghitsu "Destiny? Play and see"
- 2009 - Start To Move
- 2009 - Grab a Song
- 2018 - Poison (Live at NOS Alive'18)

### EP
- 1996 - Blasted Mechanism EP
- 1998 - Balayashi

## Videografía
- 2004 - DVD Blasted Mechanism 1996-2004
- 2018 - Poison (Live at NOS Alive'18)

- Datos: Q882042
- Multimedia: Blasted Mechanism / Q882042